# Sempervivum minutum
Sempervivum minutum, de nombre común siempreviva de Sierra Nevada  es una especie de la familia de las crasuláceas.

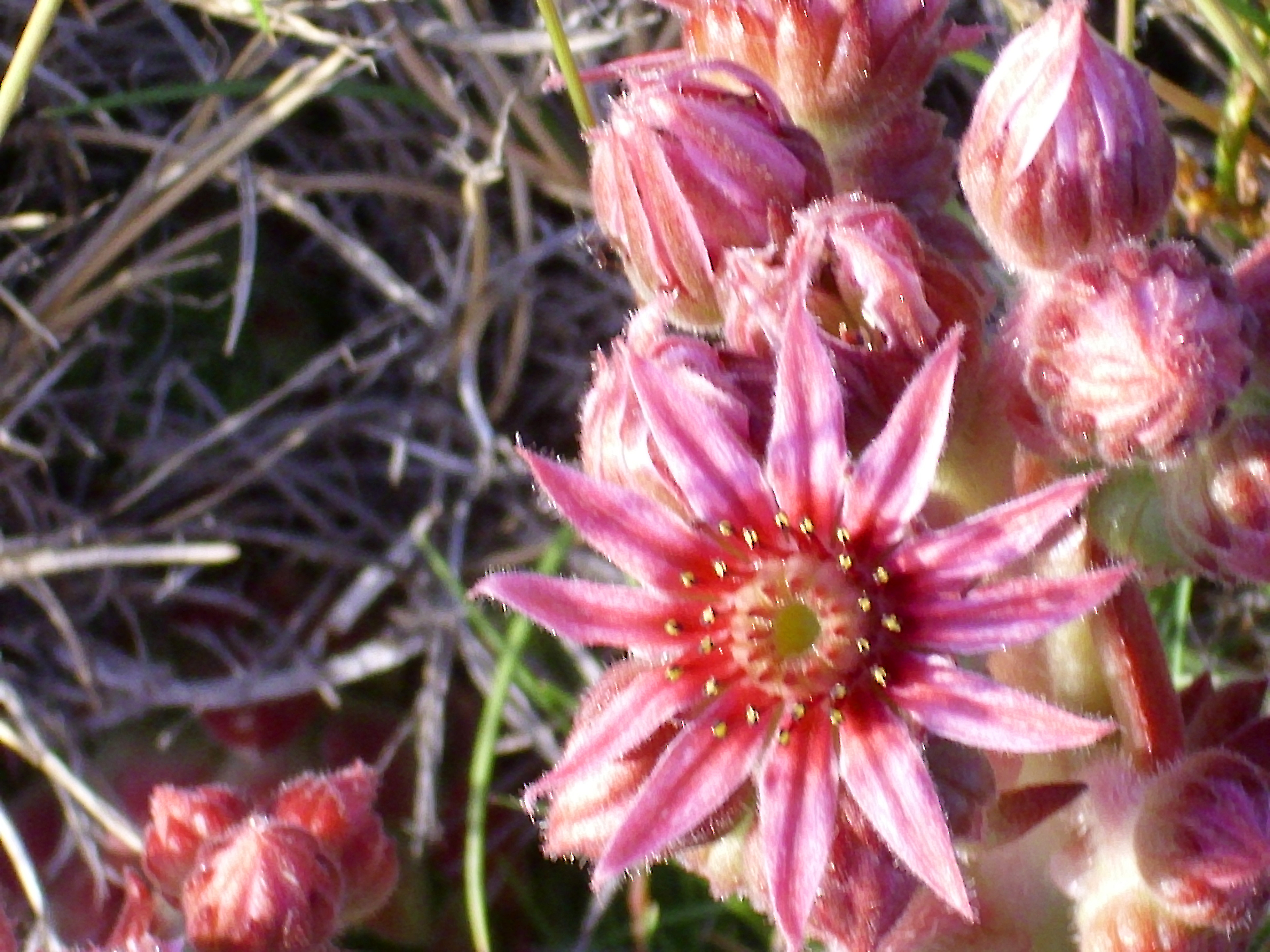
Detalle de la flor

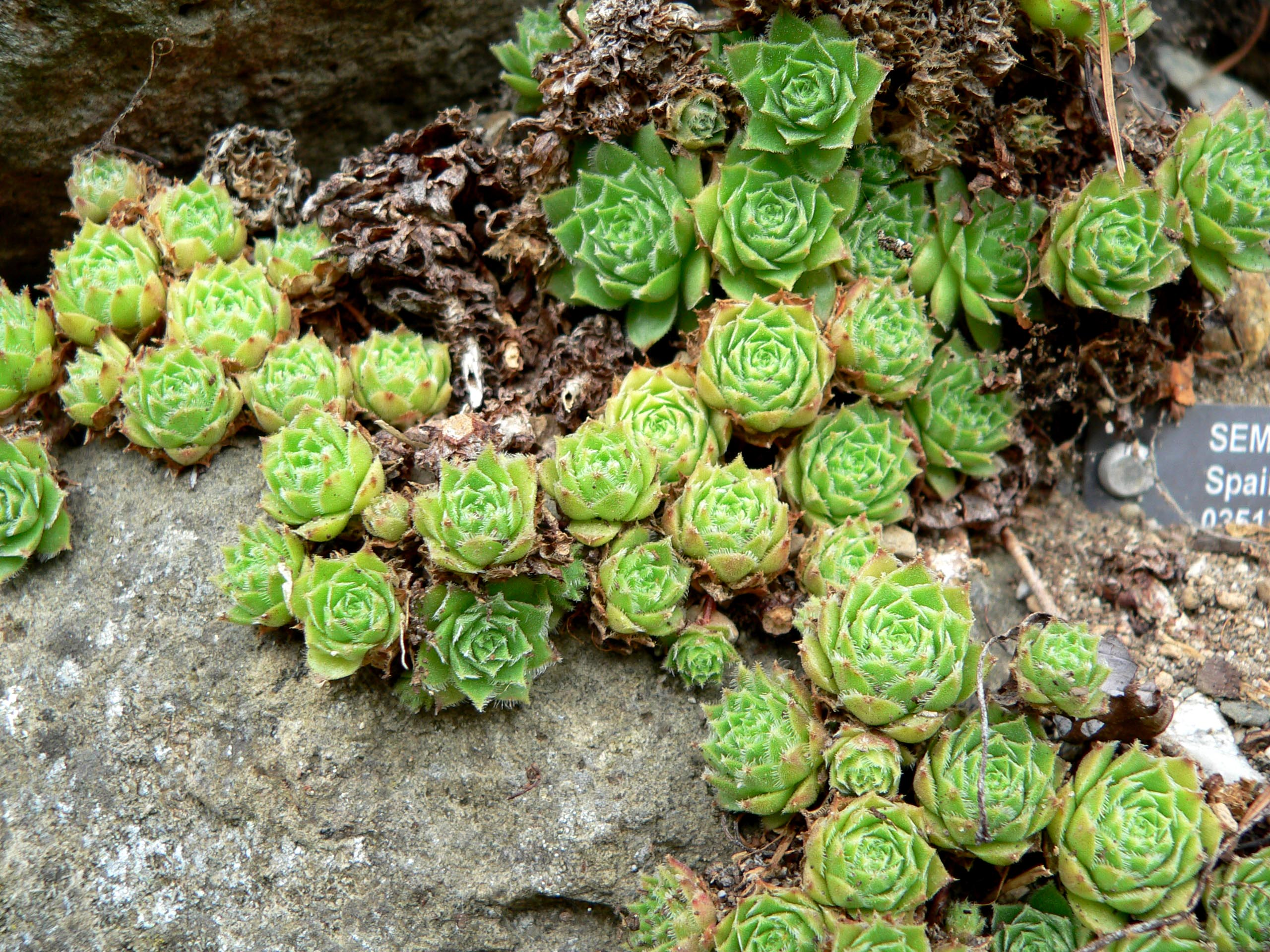
Vista de la planta

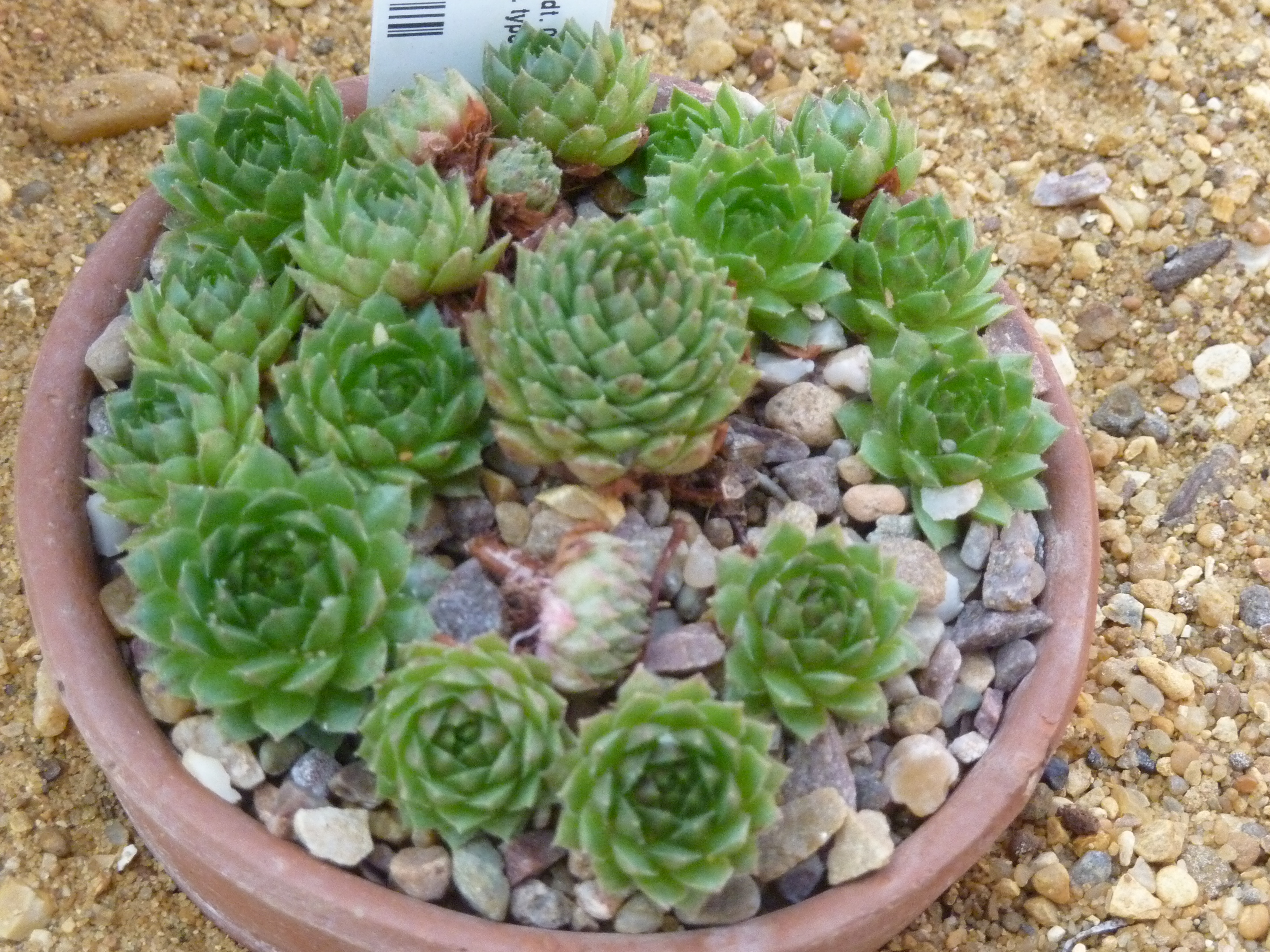
Como planta ornamental

## Descripción
Es una planta perenne. Rosetas de 2-5 cm de diámetro, extendidas, subaplanadas, verdes. Tallos floríferos 5-20 cm, laxamente pilosos. Hojas basales 12- 30 x 5-7 mm, de oblongo-lanceoladas a oblanceoladas, obtusas, brevemente acuminadas –ápice con penachos de pelos flexuosos, glandulíferos, ocasionalmente subaracnoideos– glabrescentes, con indumento glandulífero corto y con cilios marginales –blanquecinos, flexuosos, patentes, que pueden sobrepasar 1 mm de longitud–, frecuentemente teñidas de púrpura en la parte apical; las caulinares 10-30(37) x 4-12 mm, lanceoladas, agudas, de glabrescentes a pubescentes. Inflorescencia 3-7 cm de diámetro, con 10-25(30) flores. Flores 15-25 mm de diámetro, 9-11 meras, de rosadas a purpúreas. Cáliz 5-7 mm, pubescente; segmentos 4-5 x 1,5-2,3 mm, lanceolados, agudos. Pétalos 7-11 x 2-3 mm, oval-lanceolados, agudos. Nectarios subrectangulares. Estambres con los filamentos purpúreo-rojizos, glabros o glabrescentes; anteras purpúreas.

## Distribución y hábitat
Endemismo de Sierra Nevada en España.
Roquedos secos y soleados.

## Taxonomía
Sempervivum minutum fue descrita por (Kunze ex Willk.) Nyman ex Pau y publicado en Bol. Soc. Aragonesa Ci. Nat. 8: 119 1909.
Citología
Número de cromosomas de Sempervivum minutum (Fam. Crassulaceae) y táxones infraespecíficos:  n=54
Etimología
Sempervivum: nombre genérico derivada de la palabra latina calcada sobre la griega aeíz¯oon, que daba nombre, principalmente, a diversas crasuláceas.
minutum: epíteto latino que significa "pequeña".
Sinonimia
- Sempervivum minutum f. glabrescens Jankalski
- Sempervivum nevadense Wale
- Sempervivum tectorum subsp. lainzii Fern.Casas
- Sempervivum vicentei subsp. lainzii (Fern.Casas) Fern.Casas	[7]

## Nombres comunes
Siempreviva de Sierra Nevada, siempreviva nevadense.